# Rognon (Doubs)
Rognon ist eine französische Gemeinde mit 47 Einwohnern (Stand: 1. Januar 2022) im Département Doubs in der Region Bourgogne-Franche-Comté.

## Geographie
Rognon liegt auf 280 m, neun Kilometer nordnordwestlich von Baume-les-Dames und etwa 30 Kilometer nordöstlich der Stadt Besançon (Luftlinie). Das Dorf erstreckt sich in der gewellten Landschaft zwischen den Flusstälern von Doubs im Süden und Ognon im Norden, im Tal des Crenu am Nordfuß des Bois du Rocher.
Die Fläche des 4,09 km² großen Gemeindegebiets umfasst einen Abschnitt der gewellten Landschaft zwischen Doubs und Ognon. Der zentrale Teil des Gebietes wird vom Tal des Crenu eingenommen, der eine rund 200 bis 500 m breite, flache Talniederung besitzt und für die Entwässerung nach Westen zum Ognon sorgt. Flankiert wird das Tal im Norden von den Höhen des Grand Bois (bis 380 m). Nach Süden erstreckt sich das Gemeindeareal über einen relativ steilen Hang bis auf den breiten, bewaldeten Höhenrücken des Bois du Rocher, auf dem mit 445 m die höchste Erhebung von Rognon erreicht wird. Im Südosten reicht der Gemeindeboden in das Tal des Rupt de Vaulx, ein südliches Seitental des Crenu.
Nachbargemeinden von Rognon sind Montussaint und Puessans im Norden, Tournans im Osten und Süden sowie Tallans im Westen.

## Geschichte
Erstmals urkundlich erwähnt wird Rognon im Jahr 1166. Im Mittelalter gehörte das Dorf zur Herrschaft Montmartin. Zusammen mit der Franche-Comté gelangte es mit dem Frieden von Nimwegen 1678 definitiv an Frankreich. Heute ist Rognon Teil des Gemeindeverbandes Deux Vallées Vertes.

## Sehenswürdigkeiten

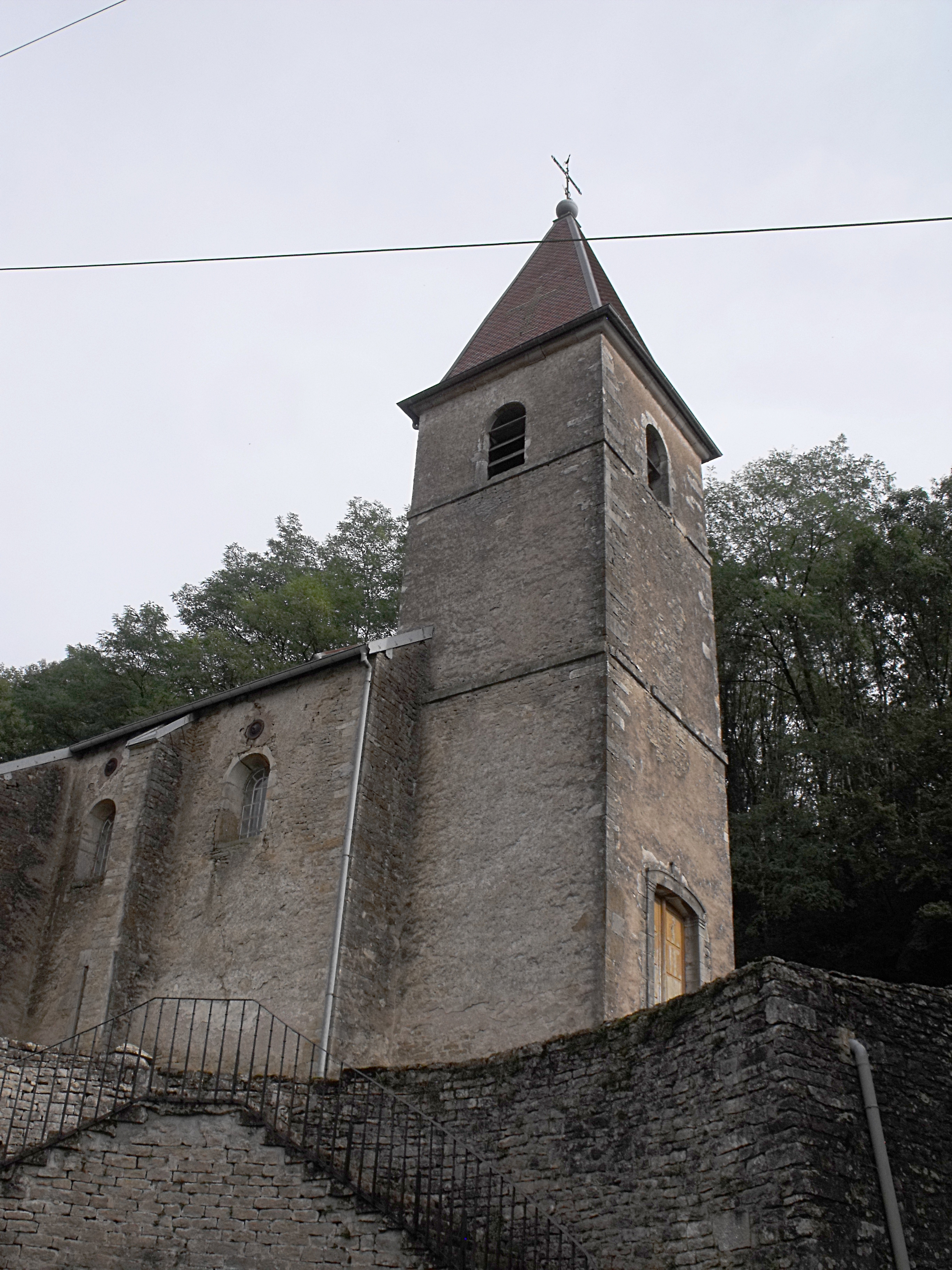
Kirche Saint-Nicolas

Am Hang oberhalb des Dorfes steht die Kirche Saint-Nicolas, die um 1700 an der Stelle einer mittelalterlichen Kapelle erbaut wurde. Überreste einer mittelalterlichen Burg sind sichtbar. Im Ortskern sind zahlreiche Häuser im charakteristischen Stil der Franche-Comté aus dem 17. bis 19. Jahrhundert erhalten.

## Bevölkerung
| Jahr                       | 1962 | 1968 | 1975 | 1982 | 1990 | 1999 | 2016 |
| Einwohner                  | 40   | 45   | 56   | 70   | 55   | 44   | 49   |
| Quellen: Cassini und INSEE |      |      |      |      |      |      |      |

Mit 47 Einwohnern (Stand 1. Januar 2022) gehört Rognon zu den kleinsten Gemeinden des Départements Doubs. Nachdem die Einwohnerzahl in der ersten Hälfte des 20. Jahrhunderts deutlich abgenommen hatte (1881 wurden noch 187 Personen gezählt), wurden seit Beginn der 1960er Jahre nur noch relativ geringe Schwankungen verzeichnet.

## Wirtschaft und Infrastruktur
Rognon war bis weit ins 20. Jahrhundert hinein ein vorwiegend durch die Landwirtschaft (Ackerbau, Obstbau und Viehzucht) und die Forstwirtschaft geprägtes Dorf. Noch heute leben die Bewohner zur Hauptsache von der Tätigkeit im ersten Sektor. Außerhalb des primären Sektors gibt es nur wenige Arbeitsplätze im Dorf. Einige Erwerbstätige sind auch Wegpendler, die in den umliegenden größeren Ortschaften ihrer Arbeit nachgehen.
Die Ortschaft liegt abseits der größeren Durchgangsstraßen an einer Departementsstraße, die von Clerval nach Avilley führt. Der nächste Anschluss an die Autobahn A36 befindet sich in einer Entfernung von ungefähr zwölf Kilometern. Eine weitere Straßenverbindung besteht mit Tournans.